# La magnifica preda
La magnifica preda (River of No Return) è l'unico film western diretto da Otto Preminger. La pellicola fu girata nel 1954 in CinemaScope e Technicolor.

## Trama
L'azione ha luogo in Canada durante il periodo della "febbre dell'oro".

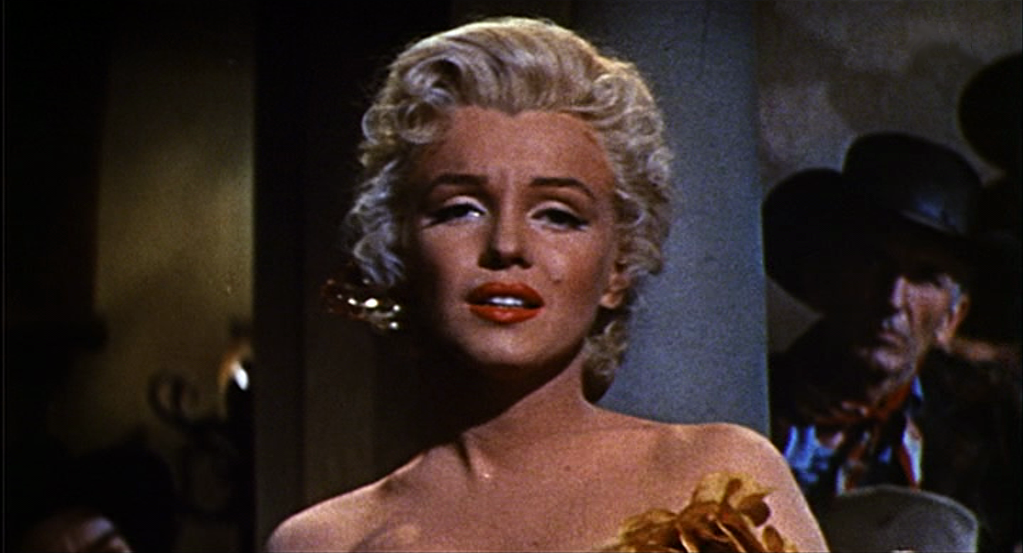
Marilyn Monroe interpreta Kay

Appena uscito di prigione per aver ucciso un uomo per difenderne un altro, il taciturno vedovo Matt (Matteo) Calder si reca in una tendopoli alla ricerca del figlio Mark (Marco), lasciato alle cure di un amico e preso sotto la protezione della cantante di saloon Kay.
Dopo essersi fatto riconoscere dal figlio, Matt raggiunge con lui il loro piccolo ranch dove vivranno di caccia, pesca e agricoltura. Nel frattempo il fidanzato di Kay, il giocatore di poker Harry Weston, convince la ragazza a partire per Council City, dove egli potrà depositare l'atto di proprietà di una miniera d'oro che ha vinto giocando a carte.
Partiti su una zattera lungo il fiume, i due si trovano presto in difficoltà a causa delle rapide. Tratti in salvo da Matt e Mark, Harry pensa di continuare il viaggio via terra e chiede a Matt di poter acquistare il suo fucile e il suo cavallo. Poiché Matt rifiuta, Harry lo colpisce e "prende in prestito" ciò di cui ha bisogno. Kay decide però di fermarsi per aiutare Matt e Mark e fare in modo che Harry viaggi più veloce da solo e ritorni presto a restituire il maltolto a Matt.
Quando un gruppo di pellirosse attacca il ranch, i tre sono costretti a fuggire con la zattera lasciata da Harry. Durante una delle soste Matt e Kay discutono: mentre l'uomo domanda a Kay perché voglia sposare Harry nonostante abbia messo in pericolo un bambino, la ragazza gli ricorda che Harry, diversamente da lui, non ha mai ucciso nessuno e gli rinfaccia di aver ammazzato un uomo sparandogli alle spalle.
Mark casualmente assiste alla discussione e così il padre è costretto a rivelargli prematuramente (lo avrebbe fatto quando il giovane fosse stato più adulto) la verità sul suo passato, cioè di aver ucciso un uomo sparandogli alle spalle per difendere un amico e di essere per questo andato in prigione, ma il bambino rimane deluso non riuscendo a comprendere le motivazioni di un'azione tanto vile.
Durante il viaggio Kay inizia ad apprezzare il coraggio di Matt e la cura che egli ha per Mark e per lei. Dopo varie difficoltà (l'attacco di un puma, l'incontro con dei cercatori d'oro alla caccia di Harry che ha rubato loro i diritti sulla miniera e che cercano di rapire Kay, un nuovo assalto dei pellirosse e il superamento del tratto più pericoloso delle rapide) i tre giungono infine in città.
Mark riconosce il loro cavallo di fronte a un saloon, ma Kay implora Matt di lasciarle il tempo di parlare con Harry prima di un regolamento di conti tra i due, sicura che il suo fidanzato si scuserà e restituirà il maltolto.
Mentre Matt e Mark si trovano in un magazzino per fare provviste e rifornirsi di vettovaglie e di un fucile, avviene di fuori il confronto tra i due uomini, Harry spara a Matt disarmato e sta per dargli il colpo di grazia, così Mark è costretto a utilizzare il fucile che aveva preso nel negozio e a uccidere Harry sparandogli alle spalle per salvare il padre, capendo così il comportamento tenuto dal genitore in passato.
Kay disorientata dall'accaduto, torna a esibirsi tristemente presso il saloon, ma la sera stessa, mentre sta cantando, entra Matt che la prende sulle spalle, di fronte allo stupore e malcontento dei presenti, e la carica sul calesse pieno di provviste e vettovaglie in cui è seduto anche Mark.
Alla domanda di Kay a Matt: "Dove mi porti?" ... Matt le risponde: "A casa".
La ragazza lascia cadere le sue scarpette rosse in mezzo alla strada, simbolo della sua carriera di cantante, mentre il calesse con i tre si allontana.

## Produzione
Il film è particolarmente notevole per il passo frizzante, ottenuto grazie al montaggio di Louis R. Loeffler, con tagli molto veloci tra le scene. Mitchum e la Monroe girarono personalmente molte scene acrobatiche, e la Monroe si slogò la caviglia durante le riprese.
River of No Return ha anche protagonista i maestosi scenari del Banff National Park e del Jasper National Park in Alberta, Canada.
Sia Preminger sia Marilyn furono costretti a lavorare al film contro il loro volere, a causa di obblighi contrattuali. Entrambi espressero la loro frustrazione sulla sceneggiatura che consideravano di bassa qualità. Comunque, il film ebbe un grande successo di botteghino e rimane uno dei classici western.
Le riprese iniziarono nel giugno 1953 e terminarono il 29 settembre dello stesso anno. Gli esterni vennero girati principalmente in Canada, ad Alberta presso il Banff National Park e il Jasper National Park; inoltre le scene del fiume presso il Maligne River, il Bow River e lo Snake Indian River; negli USA vennero realizzate altre riprese del fiume (al Salmon River, Idaho) e le scene interne presso gli studi della 20th Century Fox a Los Angeles.
Fu il primo lungometraggio girato in CinemaScope in Canada. Fu inoltre il primo film a utilizzare la versione "estesa" della celebre fanfara della 20th Century Fox; composta da Alfred Newman, fu una nuova versione di quella originale incisa nel 1933, utilizzata sino al 1967 quando la Fox tornò alla versione più breve (quella estesa venne ripresa nel 1977 per il film "Guerre Stellari"). Una curiosità sul titolo: il titolo originale tradotto sarebbe Il fiume del non ritorno (il perché lo si vede nel film con attacchi indiani e pericolose rapide). In Italia il titolo fa leva sulla bellezza di Marilyn Monroe, come se fosse il premio per il protagonista.

## Musiche
La colonna sonora ruota intorno principalmente al brano del titolo, scritto da Ken Darby e Lionel Newman, cantato sui titoli di testa da Robert Mitchum e su quelli di coda da Tennessee Ernie Ford. La canzone viene interpretata anche da Marilyn, che esegue inoltre altri tre brani, "I'm Gonna File My Claim", "One Silver Dollar", "Down in the Meadow", tutti firmati da Darby-Newman.